# 基馬圖爾帕山
9°21′51″S 77°45′48″W / 9.36417°S 77.76333°W
基馬圖爾帕山（Kima Tullpa），是秘魯的山峰，位於該國北部安卡什大區，由永蓋省的舒普盧伊區負責管轄，屬於內格拉山脈的一部分，海拔高度4,600米。